# Inversiune termică
Inversiunea termică reprezintă un fenomen fizic meteorologic care poate avea loc la nivelul straturilor joase ale troposferei și apare de obicei când aerul este răcit de la baza acestora.

## Caractere
În principiu temperatura descrește în troposferă cu înălțimea. Fenomenul de inversiune termică se produce atunci când temperatura crește cu altitudinea.
Apare în urma răcirii puternice a suprafeței terestre prin procese radiante. În cazul în care vântul este slab, amestecul turbulent va fi și el slab și lângă sol se va răci mai repede decât aerul de deasupra. Temperatura se va apropia de punctul de rouă și apar aerul cețos și ceața. 

## Zone de apariție
Inversiunile apar cel mai des în sezonul rece deasupra continentelor. Convecția termică nu este așa importantă încât să se dezvolte formațiuni noroase cumuliforme, norii specifici fiind în forma de pânză - Stratus - deasupra bazei stratului de inversiune. Dacă masa are umezeala scăzută cerul poate rămâne senin. 
O situație favorabilă inversiunii este circulația anticiclonică în care aerul are mișcare descendentă, aerul de la înălțime se comprimă și se încălzește. Iarna pot apărea cețurile persistente deasupra continentelor sub influența circulației anticiclonice.
De asemenea în unele zone montane au loc frecvente fenomene de inversiune termică  , le fel și în zonele depresionare.

## Rol
Important în dispersia poluanților 
- Când un strat de aer rece se acumulează sub un strat de aer cald are loc o acumulare a poluanților, stratul de inversiunea termică acționând ca un capac ce împiedică dispersia și transportul poluanților.
- Fiind propice formării ceței, pe fondul acumulării poluanților sub formă de aerosoli inversiunile termice pot genera fenomenul de smog.